# Massenorganisation
Als Massenorganisation bezeichnet man eine Organisation in nicht demokratischen Staaten, die über eine große Anzahl Mitglieder verfügt. Massenorganisationen dienen der politischen Beeinflussung bzw. der Indoktrination der Massen, vor allem derjenigen Menschen, die keiner Partei angehören.
Im weiteren Sinne werden als Massenorganisation auch Organisationen bezeichnet, deren Mitglieder aus breiten Kreisen der Bevölkerung stammen, die mit Hilfe der Organisation ihre beruflichen, ökonomischen, politischen, sozialen und kulturellen Interessen vertreten.

## Massenorganisationen in der Zeit des Nationalsozialismus
Im Zuge der Gleichschaltung in der Zeit des Nationalsozialismus wurden sämtliche Gewerkschaften, Parteien und unabhängige Dachverbände verboten bzw. in Massenorganisationen überführt, die jeweils in Organisation und Ausrichtung der Ideologie des Programms der NSDAP entsprachen. Dazu gehörten neben der Partei selbst:
- Hitler-Jugend[2] (HJ)
  - Bund Deutscher Mädel[3] (BDM)
- Deutsche Arbeitsfront (DAF)
- Reichsarbeitsdienst[4] (RAD)
- Reichskolonialbund (RKB)
- Reichsluftschutzbund (RLB)
- Nationalsozialistisches Kraftfahrkorps (NSKK)
- Berufs- und Standesorganisationen wie der Reichsnährstand, Nationalsozialistischer Rechtswahrerbund[5] (NSRB) und weitere.
- Kraft durch Freude (KdF)

## Massenorganisationen in der DDR
Die Massenorganisationen in der DDR (auch gesellschaftliche Organisationen genannt) waren unter der Vorherrschaft der SED gegründet oder nachträglich dieser untergeordnet worden. Nach der herrschenden Ideologie des Marxismus-Leninismus war für Massenorganisationen im Sozialismus nicht nur die Größe kennzeichnend, sondern auch ihre Unterordnung zugunsten einer führenden Avantgarde- und Kaderpartei. Das SED-Parteistatut und die Kaderpolitik der Partei sicherten ihren Einfluss auch innerhalb der Mitgliedschaft und Führungsorgane der Massenorganisationen. Die DDR-Massenorganisationen sollten möglichst große Teile der Bevölkerung beeinflussen und kontrollieren und sie in das gesellschaftliche System der DDR eingliedern wie:
- Freie Deutsche Jugend (FDJ)[10]
  - Pionierorganisation Ernst Thälmann (zur FDJ gehörend)
- Demokratischer Frauenbund Deutschlands (DFD)[10]
- Freier Deutscher Gewerkschaftsbund (FDGB)[10]
- Deutscher Turn- und Sportbund (DTSB)[10]
- Gesellschaft für Sport und Technik (GST)[10]
- Verband der Kleingärtner, Siedler und Kleintierzüchter (VKSK)
- Gesellschaft für Deutsch-Sowjetische Freundschaft (DSF)[10]
- Konsumgenossenschaften (KG)[10]
- Kulturbund (KB)[10]
- Vereinigung der gegenseitigen Bauernhilfe (VdgB)[10]
- Gesellschaft zur Verbreitung wissenschaftlicher Kenntnisse (Urania)
- Volkssolidarität[10]

FDGB, FDJ, DFD und KB, zeitweise auch die VdgB, 1950 bis 1963 und 1986 bis 1990, waren wie die SED und die Blockparteien in der Nationalen Front und in den Parlamenten vertreten.
Im Rahmen der Prüfung der Verfassungstreue müssen in Bayern Bewerber für den öffentlichen Dienst (unter anderem) erklären, ob sie Funktionsträger in den Massenorganisationen der DDR waren.

## Andere sozialistische Staaten
Nach und auch während des Zweiten Weltkrieges entstanden praktisch in jedem Staat mit sowjetischem Einfluss paramilitärische Massenorganisationen nach dem Vorbild der sowjetischen OSSOAWIACHIM und später der DOSAAF. Dies waren unter anderem:
- in der ČSSR der Verband zur Unterstützung der Armee SVAZARM (Svaz pro spolupráci s armádou, gegr. 4. November 1951)
- in Bulgarien die Gesellschaft für militärisch-technische Ausbildung der Bevölkerung OWTPN (Организация за военно-техническа подготовка на населението, Organisazija sa woenno-technitscheska podgotowka na nasselenijeto, gegr. 4. November 1977), davor die von 1951 bis 1968 bestehende Freiwilligenorganisation der Landesverteidigung DOSO (Доброволната организация за съдействие на отбраната, Dobrowolnata organisazija sa sdeistwije na otbranata)
- in Ungarn der Ungarische Verteidigungsverband MHSZ (Magyar Honvédelmi Szövetség, gegr. 29. Februar 1948)
- Jugoslawien, siehe Parteien und Massenorganisationen
- in Kuba die Gesellschaft für militärpatriotische Erziehung SEPMI (Sociedad de Educación Patriótico-Militar, gegr. 28. Januar 1980), siehe auch KP Kubas
- in der Mongolei die Gesellschaft zur Unterstützung der Verteidigung OSO (gegr. 1929)
- in Nordkorea, siehe Demokratische Front für die Wiedervereinigung des Vaterlandes
- in Polen die Liga für Landesverteidigung LOK (Liga Obrony Kraju, gegr. 1944)
- in Rumänien der Nationalrat für Körpererziehung und Sport CNEFS (Consiliul Național pentru Educație Fizică și Sport, gegr. ?)
- in der Volksrepublik China, siehe Liste chinesischer Massenorganisationen

## Massenorganisationen im weiteren Sinne
Im weiteren Sinne werden auch andere Organisationen mit einer großen Zahl von Mitgliedern als Massenorganisationen bezeichnet. Typische Massenorganisationen sind Gewerkschaften und Sportverbände.

### Massenorganisationen vor 1933
- Allgemeiner Deutscher Gewerkschaftsbund
- Deutscher und Österreichischer Alpenverein (DÖAV)[12]
- Reichsbanner Schwarz-Rot-Gold[13]
- Stahlhelm, Bund der Frontsoldaten
- Evangelische Frauenhilfe in Deutschland[14]

### „Massenorganisationen“ in der Bundesrepublik Deutschland (Auswahl)
- Allgemeiner Deutscher Automobil-Club (ADAC), ca. 21 Mio. Mitglieder
- Deutscher Gewerkschaftsbund (DGB), ca. 5,9 Mio. Mitglieder, davon:
  - Industriegewerkschaft Metall (IGM), ca. 2,1 Mio. Mitglieder
  - Vereinte Dienstleistungsgewerkschaft (ver.di), ca. 1,9 Mio. Mitglieder
- Deutsches Jugendherbergswerk (DJH), ca. 2,3 Mio. Mitglieder
- Deutscher Olympischer Sportbund (DOSB), ca. 27 Mio. Mitglieder bzw. Mitgliedschaften
- Deutsches Rotes Kreuz (DRK), ca. 2,5 Mio. Mitglieder
- Sozialverband VdK Deutschland (VdK), ca. 2,2 Mio. Mitglieder